# Mirosława Gazińska
Mirosława Urszula Gazińska (ur. 23 sierpnia 1961 w Płotach lub Nowogardzie, zm. 26 września 2013 w Szczecinie) – polska ekonomistka i statystyczka demograficzna.

## Życiorys
W 1985 uzyskała magisterium z nauk ekonomicznych na Akademii Ekonomicznej w Poznaniu. Po studiach zaczęła pracę w Oddziale Wojewódzkim Narodowego Banku Polskiego w Szczecinie. Uczestniczyła w informatyzacji oddziałów NBP i PKO w województwie szczecińskim. W 1986 zaczęła pracę w Katedrze Ekonometrii i Statystyki Uniwersytetu Szczecińskiego. W 1988 była na stażu naukowym w Katedrze Rachunku Prawdopodobieństwa i Statystyki Matematycznej na Wydziale Matematyczno-Fizycznym Uniwersytetu Karola w Pradze, a w 1993 na stażu w ramach projektu Tempus na Coventry Technical College w Wielkiej Brytanii oraz University College Cork w Irlandii. W 1993 obroniła doktorat ze specjalnością w ekonometrii. W 1998 została kierowniczką Zespołu Demografii (od 2002 Zakładu Statystyki i Demografii) w Katedrze Ekonometrii i Statystyki. Kierowała Zamiejscowym Ośrodkiem Dydaktycznym w Wałczu. W latach 1993–1998 była adiunktką w Zakładzie Ekonometrii i Badań Operacyjnych w Wyższej Szkole Morskiej w Szczecinie. W latach 2000–2003 kierowała studiami wieczorowymi na kierunku Informatyka i Ekonometria. W 2003 uzyskała habilitację z nauk ekonomicznych (specjalność: demografia, statystyka społeczno-ekonomiczna, ekonometria). Od 2008 pełniła funkcję Prodziekana ds. Studenckich Wydziału Nauk Ekonomicznych i Zarządzania, a w latach 2008–2012 Prorektora ds. Studenckich US.
Zajmowała się rodzajami funkcji analitycznych modeli ekonometrycznych w mikroskali, liniowością i nieliniowością związków, jednorodnością rozkładów zmiennych losowych, monotonicznością funkcji trendów. Po obronie doktoratu skupiała się na demografii regionalnej i statystyce społecznej, taksonomii danych statystycznych oraz metodach ilościowych w analizie finansowo-ekonomicznej przedsiębiorstw. Była autorką lub współautorką łącznie ponad 140 publikacji naukowych. Współtworzyła publikacje dydaktyczne, wykonała ponad 100 ekspertyz i analiz finansowo-ekonomicznych, uczestniczyła w pracach nad strategią demograficzną dla Szczecina i województwa zachodniopomorskiego.
Była Przewodniczącą Oddziału PTS w Szczecinie, członkinią International Atlantic Economic Society, Rady Głównej PTS (2006–2013) i Komitetu Nauk Demograficznych Polskiej Akademii Nauk, doradczynią w Urzędzie Statystycznym w Szczecinie. Jako ekspertka wspierała prace Polskiego Towarzystwa Ekonomicznego w Szczecinie, Fundacji na Rzecz Uniwersytetu Szczecińskiego oraz Instytutu Analiz, Diagnoz i Prognoz Gospodarczych w Szczecinie.
Pięciokrotnie dostała nagrodę Rektora Uniwersytetu Szczecińskiego za szczególne osiągnięcia w dziedzinie nauki i dydaktyki. Została odznaczona Brązowym i Srebrnym Krzyżem Zasługi.